# Småtjärnarna (Åre socken, Jämtland, 706433-133622)
Småtjärnarna är en sjö i Åre kommun i Jämtland och ingår i Indalsälvens huvudavrinningsområde.